# 日東駒專
日東駒專是對位于东京的4所私立大学日本大学、东洋大学、驹泽大学和专修大学的稱呼。這四所私立大學入学难度次於私立大学团体早慶和MARCH。这些大学受到学生的欢迎，也是具有人文和科学等多种学科的综合性大学。日東駒專的四所学校并没有特别的合作关系，但均为积极参与体育赛事的学校。